# برونیسواف هوبرمان
برونیسواف هوبرمان (لهستانی: Bronisław Huberman؛  ‏ تلفظ لهستانی: [brɔˈɲiswaf]؛ ‏ ۱۹ دسامبر ۱۸۸۲ – ۱۶ ژوئن ۱۹۴۷) یک نوازندهٔ مشهور ویولن اهل لهستان بود.
وی را بابت ترجمان و روش خاص و شخصی‌اش از اجرای موسیقی کلاسیک، انعطاف‌پذیری در اجرا و طنین صوتیِ منحصر به‌فردش ستوده‌اند. ویولنِ او «استرادیواری گیبسون اکس-هوبرمان» (ساخته شده در کرمونا) بود که در زمان حیاتش، دو مرتبه به سرقت رفت و بعد پیدا شد.
یکی دیگر از دلایل شهرت او، بنیان‌گذاری «ارکستر فیلارمونیک اسرائیل» است که در هنگام برپایی، «ارکستر فیلارمونیک فلسطین» نام داشت که سبب گردید حدود ۱۰۰۰ یهودی اروپایی، از دستِ آزار و تعقیب آلمان نازی خلاصی یابند.